# Formuladeildin 2009
La Formuladeildin 2009 (anche nota come Vodafonedeildin per ragioni di sponsor) è stata la 67ª edizione della massima categoria del campionato di calcio delle Isole Fær Øer. Ebbe inizio il 4 aprile e si concluse il 3 ottobre 2009. L'HB Tórshavn conquistò il 20º titolo della sua storia.

## Stagione

### Novità
Il B71 Sandur e lo Skála ÍF furono retrocessi dopo aver chiuso la precedente stagione agli ultimi due posti. Furono rimpiazzati dalle prime due squadre promosse dalla seconda divisione, 07 Vestur e AB Argir.

### Formula
Visto l'esiguo numero di squadre partecipanti (10), sono previste tre tornate, anziché le classiche due di andata e ritorno, il che permette la disputa di un totale di 27 giornate.
La squadra campione delle Isole Fær Øer ha il diritto a partecipare alla UEFA Champions League 2010-2011, partendo dal primo turno preliminare.
Le squadre classificate al secondo e terzo posto sono ammesse alla UEFA Europa League 2010-2011, partendo entrambe dal primo turno preliminare.
Il vincitore della Coppa Nazionale è ammesso alla UEFA Europa League 2010-2011, partendo dal secondo turno preliminare.
Retrocedono direttamente le ultime due squadre in classifica.

## Squadre partecipanti
| Club            | Città        | Stagione precedente  |
| --------------- | ------------ | -------------------- |
| 07 Vestur       | Sandavágur   | 1º in 1.deild        |
| AB Argir        | Argir        | 2º in 1.deild        |
| B36 Tórshavn    | Tórshavn     | 3º in Formuladeildin |
| B68 Toftir      | Toftir       | 6º in Formuladeildin |
| EB/Streymur     | Eiði         | 1º in Formuladeildin |
| HB Tórshavn     | Tórshavn     | 2º in Formuladeildin |
| ÍF Fuglafjørður | Fuglafjørður | 7º in Formuladeildin |
| KÍ Klaksvík     | Klaksvík     | 8º in Formuladeildin |
| NSÍ Runavík     | Runavík      | 4º in Formuladeildin |
| Víkingur Gøta   | Gøtu         | 5º in Formuladeildin |

## Classifica finale
|  | Pos. | Squadra         | Pt | G  | V  | N | P  | GF | GS | DR  |
|  | ---- | --------------- | -- | -- | -- | - | -- | -- | -- | --- |
|  | 1.   | HB Tórshavn     | 55 | 27 | 16 | 7 | 4  | 59 | 37 | +22 |
|  | 2.   | EB/Streymur     | 50 | 27 | 15 | 5 | 7  | 56 | 34 | +22 |
|  | 3.   | Víkingur Gøta   | 47 | 27 | 14 | 5 | 8  | 51 | 36 | +15 |
|  | 4.   | NSÍ Runavík     | 44 | 27 | 13 | 5 | 9  | 56 | 46 | +10 |
|  | 5.   | B68 Toftir      | 43 | 27 | 12 | 7 | 8  | 48 | 41 | +7  |
|  | 6.   | AB Argir        | 34 | 27 | 9  | 7 | 11 | 29 | 35 | -6  |
|  | 7.   | ÍF Fuglafjørður | 30 | 27 | 8  | 6 | 13 | 45 | 48 | -3  |
|  | 8.   | B36 Tórshavn    | 28 | 27 | 7  | 7 | 13 | 37 | 53 | -16 |
|  | 9.   | KÍ Klaksvík     | 24 | 27 | 6  | 6 | 16 | 30 | 57 | -27 |
|  | 10.  | 07 Vestur       | 19 | 27 | 4  | 7 | 16 | 39 | 63 | -24 |

- I posti 2° e 3° hanno diritto a partecipare all'Europa League 2010-2011 partendo dal primo turno preliminare. Dal momento però che la terza classificata (il Vikingur) ha vinto la Coppa Nazionale, tale diritto viene automaticamente assunto dalla quarta in classifica, l'NSI Runavik. Infatti il campione della Coppa Nazionale è ammesso all'Europa League a partire dal secondo turno preliminare.

### Classifica marcatori
|  | Gol | Marcatore           | Squadra                           |
|  | --- | ------------------- | --------------------------------- |
|  | 19  | Finnur Justinussen  | Víkingur Gøta                     |
|  | 17  | Arnbjørn Hansen     | EB/Streymur                       |
|  | 15  | Ameth Keita         | B68 Toftir                        |
|  | 14  | Andrew av Fløtum    | HB Tórshavn                       |
|  | 14  | Károly Potemkin     | NSÍ Runavík                       |
|  | 12  | Hjalgrím Elttør     | KÍ Klaksvík (5) - NSÍ Runavík (7) |
|  | 10  | Fróði Benjaminsen   | HB Tórshavn                       |
|  | 10  | Jens Erik Rasmussen | 07 Vestur                         |

## Verdetti
- Campione delle Isole Fær Øer: HB Tórshavn
- UEFA Champions League 2010-2011 1º turno preliminare: HB Tórshavn
- UEFA Europa League 2010-2011 2º turno preliminare: Víkingur Gøta
- UEFA Europa League 2010-2011 1º turno preliminare: EB/Streymur e NSÍ Runavík
- Retrocesse: KÍ Klaksvík e 07 Vestur